# Xerosecta promissa
Xerosecta promissa е вид охлюв от семейство Hygromiidae. Видът не е застрашен от изчезване.

## Разпространение и местообитание
Разпространен е в Испания и Португалия.
Обитава градски местности и влажни места.